# Данилов, Николай Николаевич (редактор)
Николай Николаевич Данилов — советский хозяйственный, государственный и политический деятель.

## Биография
Родился в 1905 году в Санкт-Петербурге. Член ВКП(б) с 1927 года.
С 1923 года — на хозяйственной, общественной и политической работе. В 1923—1970 гг. — рабочий текстильного завода, пионервожатый, руководитель пионеркружков на заводе «Светоч», руководитель пионерорганизации Ленинградского района, заместитель директора Ленинградского дома пионеров, редактор ленинградской городской газеты «Пионерская искра», главный редактор редколлегии газеты «Пионерская правда», главный редактор редколлегии газеты «Комсомольская правда», руководитель группы Управления пропаганды и агитации ЦК ВКП(б), секретарь по пропаганде и агитации Московского горкома ВКП(б), редактор журнала «Блокнот агитатора», заместитель председателя Комитета радиовещания при СМ СССР, главный редактор газеты «Советская культура», заместитель министра культуры СССР, главный редактор Главной редакции по подготовке материалов для прессы и радио стран Западной Европы и Америки Агентства печати «Новости».
Избирался депутатом Верховного Совета РСФСР 2-го созыва.
Умер в Москве в 1970 году.